# Yingkou
Yingkou (chiń. upr. 营口; pinyin Yíngkǒu), znane wcześniej jako Newchwang – miasto o statusie prefektury miejskiej w północno-wschodnich Chinach, w prowincji Liaoning, największy w regionie zespół portowy nad Morzem Żółtym, przy ujściu rzeki Liao He. W 2010 roku liczba mieszkańców miasta wynosiła 623 451. Prefektura miejska w 1999 roku liczyła 2 242 523 mieszkańców. Ośrodek szkolnictwa wyższego, przemysłu spożywczego, włókienniczego, odzieżowego, skórzanego, papierniczego, chemicznego, elektromaszynowego i hutniczego; rozwijają się przemysły wysokich technologii. W pobliżu miasta znajdują się saliny morskie oraz bogate złoża magnezytu, fluorytu, fosforytów, siarki, rud molibdenu i innych. Miasto posiada własny port lotniczy.
Siedziba rzymskokatolickiej diecezji Yingkou.